# 马元飞
马元飞（1943年6月—），男，江西乐平人，中华人民共和国政治人物。

## 生平
1995年，当选为合肥市人民政府市长。1995年，任合肥工业大学副董事长。1998年1月再次当选为合肥市市长。次年5月，任中共合肥市委书记。